# Baukunst (Fernsehsendung)
Baukunst (französischer Originaltitel Architectures) ist eine Dokumentarreihe des Senders ARTE, die auf dem Sendeplatz für „Kunst und Kultur“ ausgestrahlt wird.

## Inhalt und Produktion
Die ARTE-Sendereihe präsentiert vornehmlich herausragende Bauwerke der architektonischen Moderne des 20. Jahrhunderts. Sie wird seit 1998 nach einer Idee von Frédéric Campain und Richard Copans ausgestrahlt und zählte 2017 67 Folgen, welche alle auf DVD erschienen sind. Zwischenzeitlich wurde die Betreuung der Reihe von den Autoren Richard Copans und Stan Neumann übernommen. Die einzelnen Folgen, die sich jeweils einem Gebäude widmen, haben eine Länge von 26 bis 30 Minuten. Bis 2017 wurden die Staffeln in einem Abstand von zwei Jahren gesendet.
Die Gebäude werden unter technischen, ästhetischen und ökonomischen Gesichtspunkten analysiert. Thematisiert wird darüber hinaus die Einfügung der Gebäude in die Umgebung. Details wie die verschiedenen Planungsetappen, der Entwurf und die Raumorganisation werden anhand von Modellen, Animationen und Archivmaterial untersucht und dargestellt. Ferner werden die Bauwerke klassischen Werken der Baugeschichte gegenübergestellt. Die Architekten kommen, sofern möglich, persönlich zu Wort.
Die Dokumentationsreihe wird von ARTE France und der französischen Produktionsfirma Les Films d’Ici, sowie durch verschiedene französische Museen koproduziert bzw. mitfinanziert. Kooperationspartner sind das Musée du Louvre, le ministère de la Culture et de la Communication (Direction de l’architecture et du patrimoine), le centre Pompidou, la Cité de l’architecture et du patrimoine, le musée d’Orsay und die Fundació Mies van der Rohe. Neuere Folgen wurden darüber hinaus von deutschen Rundfunkanstalten mitproduziert.
Die Reihe ist auch als DVD-Kollektion in 11 Teilen erhältlich. Diese ist mit deutschem, französischem und englischem Kommentar versehen.

## Episoden

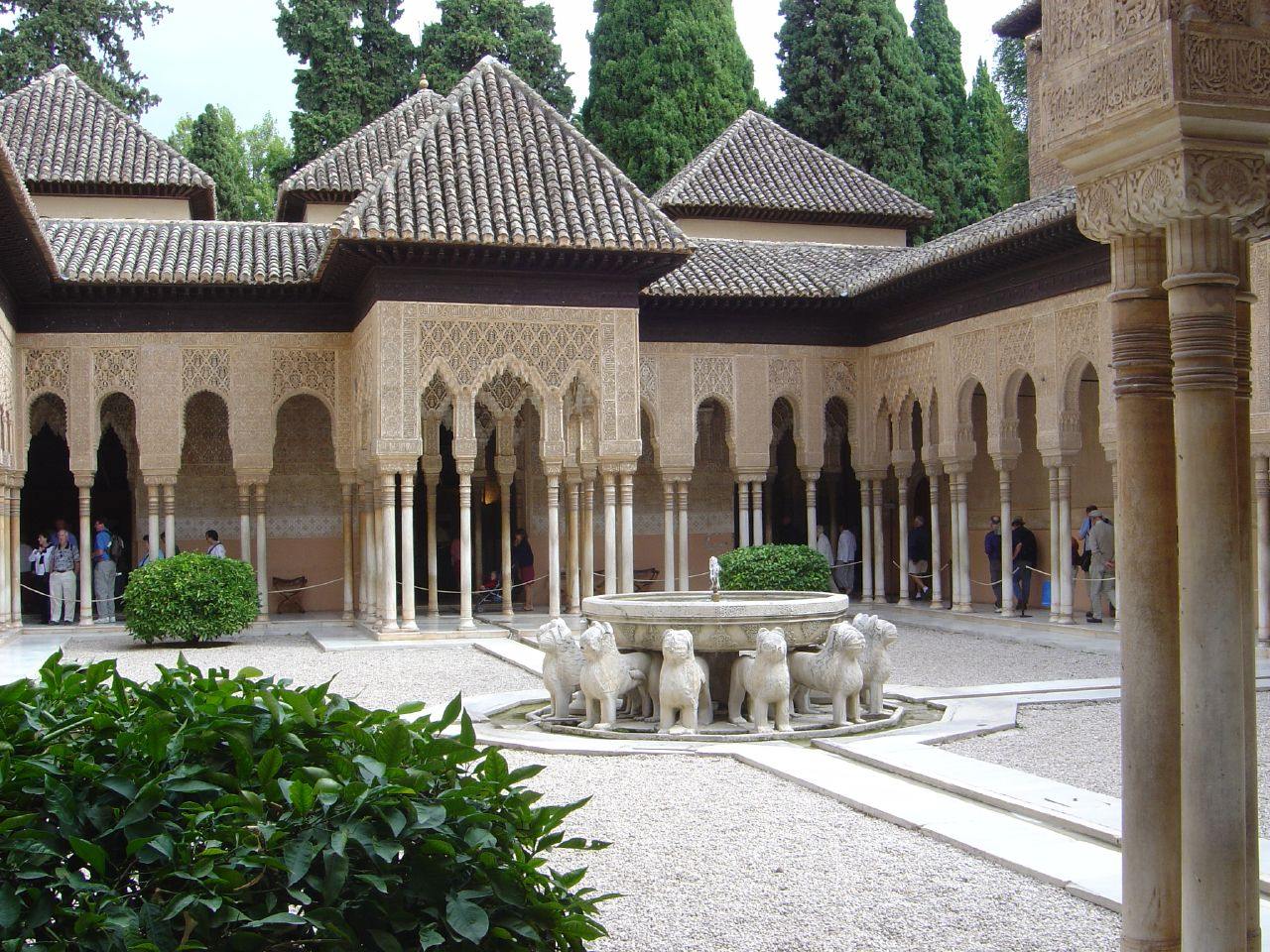
Die Alhambra von Granada

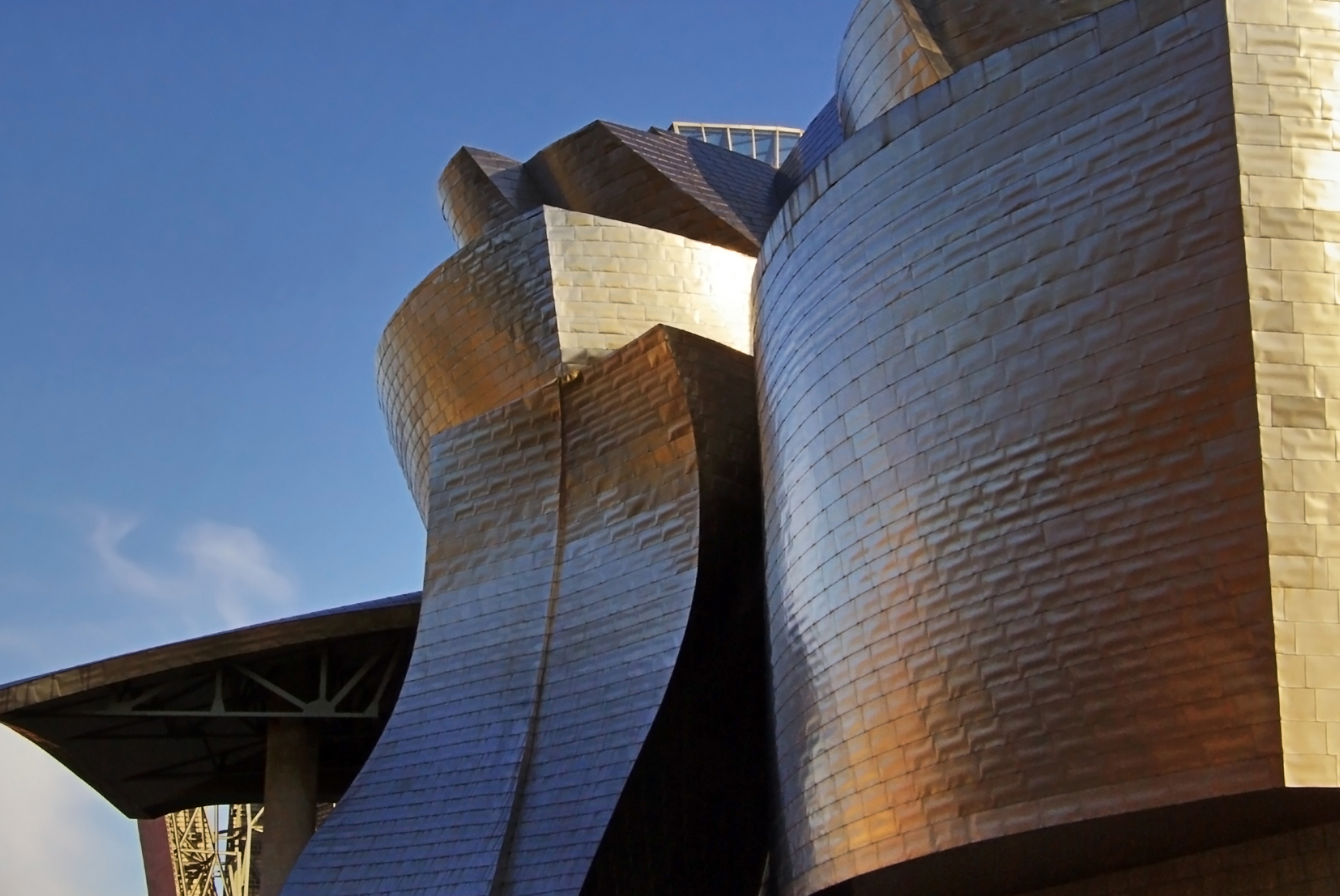
Guggenheim-Museum Bilbao

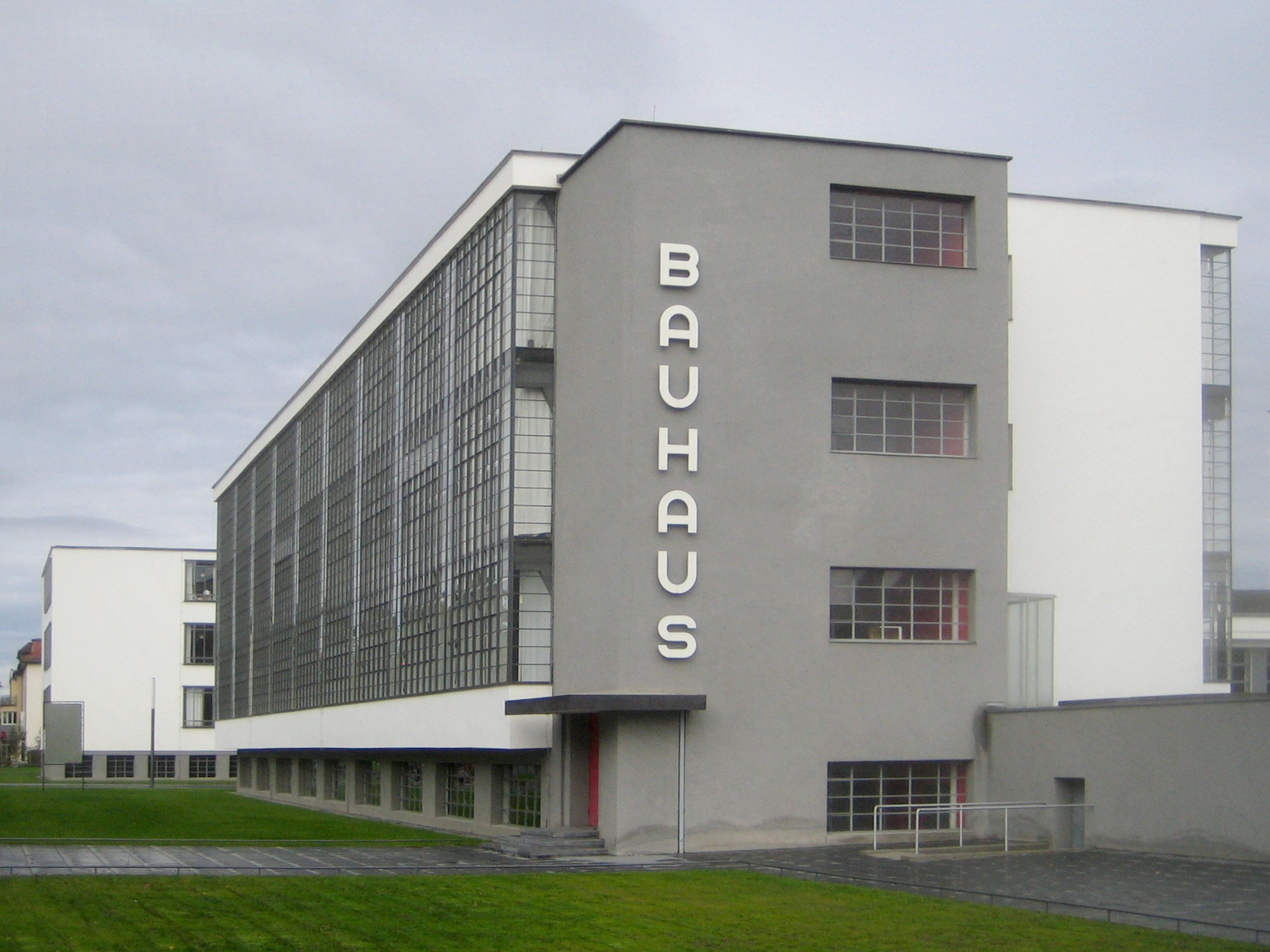
Das Bauhaus in Dessau

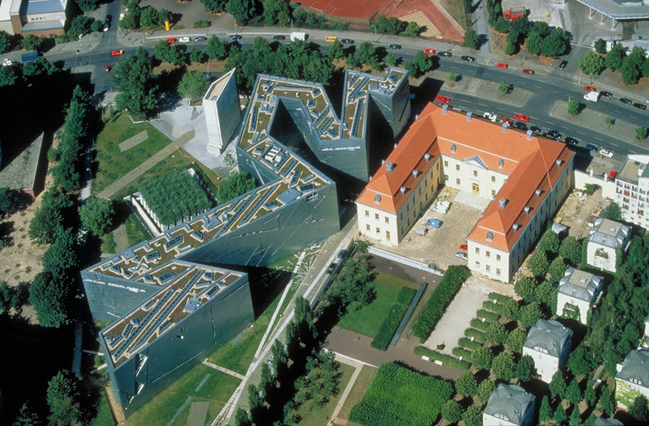
Das Jüdische Museum in Berlin

In Klammer nach dem Filmtitel/Gebäudenamen jeweils die Angabe des Standortes und des Architekten bzw. Architektenbüros.

### Staffel 1 (1998)
- Postsparkasse Wien – Ein Gebäude der Wiener Secession (Österreich, Otto Wagner). Erstausstrahlung am 2. Juli 1998.
- Die Villa dall’Ava – Ein Gebäude der Postmoderne (Paris, Frankreich, Rem Koolhaas, OMA). Erstausstrahlung am 19. September 1996 (Wiederholung am 9. Juli 1998).Villa dall’Ava von Rem Koolhaas

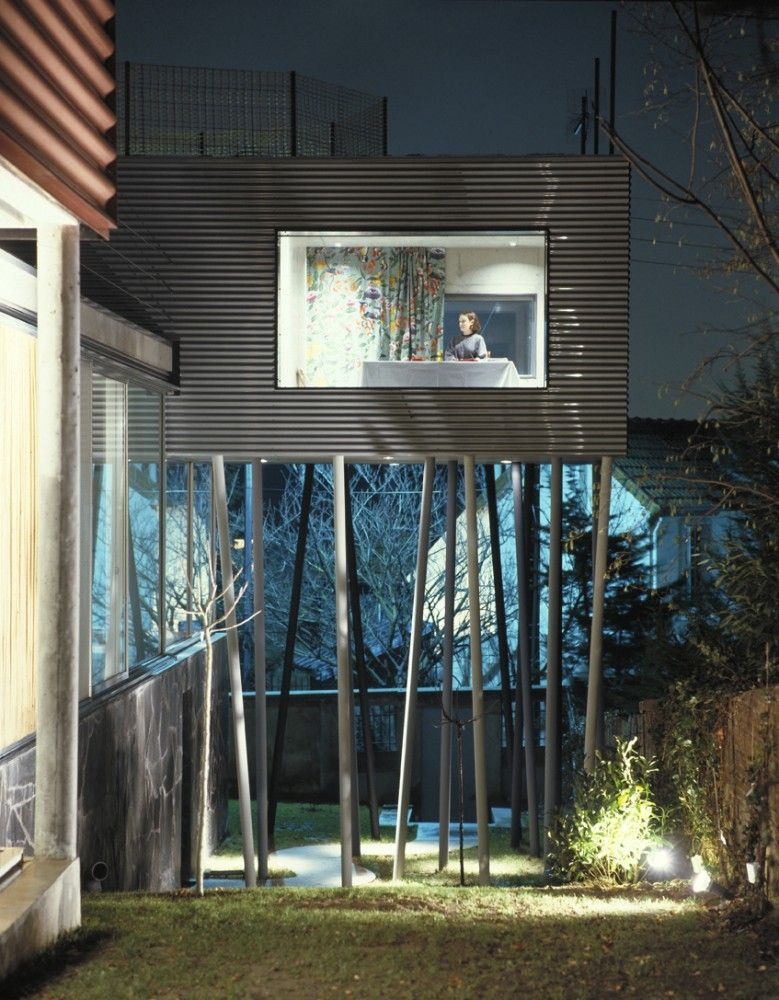
Villa dall’Ava von Rem Koolhaas

- Das Haus aus Eisen – Das Van Eetvelde-Haus von Victor Horta (Brüssel, Belgien, Victor Horta). Erstausstrahlung am 7. Oktober 1996 (Wiederholung am 16. Juli 1998).
- Centre Georges Pompidou – Transparent und wandelbar (Paris, Frankreich). Erstausstrahlung am 23. Juli 1998.
- Schloss Pierrefonds – Die Vorstellungen des Architekten Viollet-Le-Duc (Pierrefonds, Frankreich / Eugène Viollet-le-Duc). Erstausstrahlung am 30. Juli 1998.
- Das Charléty-Stadion in Paris – eine offene Arena. Produktion 1994/1996, Erstausstrahlung am 10. Oktober 1996 (Wiederholung am 6. August 1998).
- Familistère – Eine Sozialutopie im 19. Jahrhundert (Guise, Frankreich / Jean-Baptiste André Godin). Erstausstrahlung am 13. August 1998.
- Nemausus 1 – Sozialer Wohnungsbau der achtziger Jahre (Nîmes, Frankreich). Produktion 1995, Erstausstrahlung am 26. September 1996 (Wiederholung am 20. August 1998).
- Das Haus in Bordeaux – Komplexe Architektur für einen Rollstuhlfahrer. Erstausstrahlung am 27. August 1998.

### Staffel 2 (2001)
- Das Bauhaus von Dessau (Deutschland / Walter Gropius). Produktion 2000, Erstausstrahlung am 3. März 2001.
- Der TGV-Bahnhof in Lyon-Satolas (Lyon, Frankreich, Santiago Calatrava). Produktion 1998, Erstausstrahlung am 10. März 2001.
- Das Johnson-Verwaltungsgebäude. (Racine, Frank Lloyd Wright) Erstausstrahlung am 17. März 2001.
- Die Pariser Kunsthochschule (Frankreich). Erstausstrahlung am 24. März 2001.
- Architekturfakultät Porto (Portugal / Álvaro Siza Vieira). Erstausstrahlung am 14. April 2001.
- Die Felsentherme von Vals in Graubünden. (Schweiz, Peter Zumthor) Erstausstrahlung am 21. April 2001.
- Die Passage Umberto I. (Neapel, Italien / Emmanuele Rocco). Erstausstrahlung am 19. Mai 2001.
- Der Bahnhof St. Pancras in London. (William Henry Barlow, Neubau Norman Foster and Partners) Erstausstrahlung am 2. Juni 2001.
- Die Windkiste – Das Rektorat der Antillen (Fort-de-France, Martinique, Frankreich, Kolonialstil um 1900, Christian Hauvette). Produktion 1998, Erstausstrahlung am 9. Juni 2001.
- Die Pariser Opéra Garnier. (Charles Garnier) Erstausstrahlung am 16. Juni 2001.

### Staffel 3 (2003)
- Das Jüdische Museum in Berlin (Deutschland / Daniel Libeskind)
- Das Kloster La Tourette (Lyon, Frankreich / Le Corbusier)
- Das Auditorium Building in Chicago (Dankmar Adler und Louis Sullivan)
- Das Gemeindezentrum von Säynätsalo (Alvar Aalto)
- Die Casa Milà in Barcelona (Spanien, Antoni Gaudí)

### Staffel 4 (2005)
- Das Glashaus (Paris, Frankreich / Pierre Chareau)
- Die Abtei Sainte Foy de Conques
- Das Bilbao Guggenheim Museum (Frank O. Gehry)
- Die Saline von Arc-et-Senans
- Das Haus von Jean Prouvé
- Die Sendaï-Mediathek von Toyo Ito (2004)

### Staffel 5 (2007)
- Die Alhambra von Granada
- Das Phaeno in Wolfsburg (2006)
- Das Haus Sugimoto in Kyoto
- Das Kongresszentrum in Rom (2005)
- Das Yoyogi National Gymnasium (Kenzō Tange)
- Die Villa Barbaro (Maser, Italien / Andrea Palladio)

### Staffel 6 (2009)

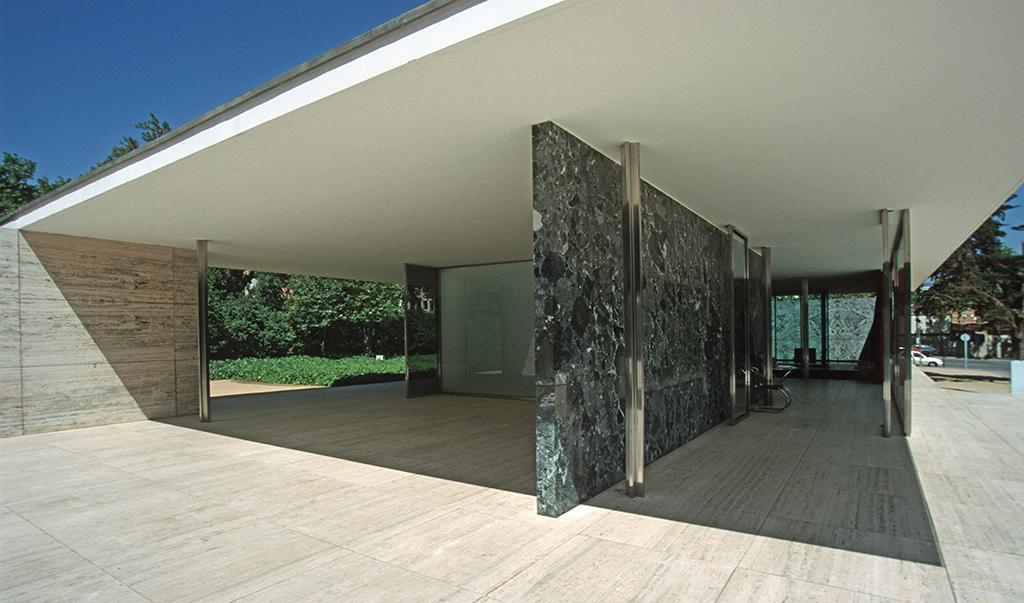
Der Barcelona-Pavillon

- Die Königsmoschee von Isfahan (Iran/Ali Akbar Isfahani)
- Die Schokoladenfabrik Menier (Noisiel, Frankreich/Jules Saulnier, Jules Logre, Stephen Sauvestre)
- Die Djoser-Pyramide (Sakkara, Ägypten/Imhotep)
- Der Deutsche Pavillon (Barcelona, Spanien/Ludwig Mies van der Rohe)
- Das SAS Royal Hotel (Kopenhagen, Dänemark/Arne Jacobsen)
- Der Flughafen Roissy (Paris, Frankreich/Paul Andreu)
- Das Schloss Maisons-Laffitte (Yvelines, Frankreich/François Mansart)
- Die Philharmonie Luxemburg (Luxemburg/Christian de Portzamparc)

### Staffel 7 (2011)

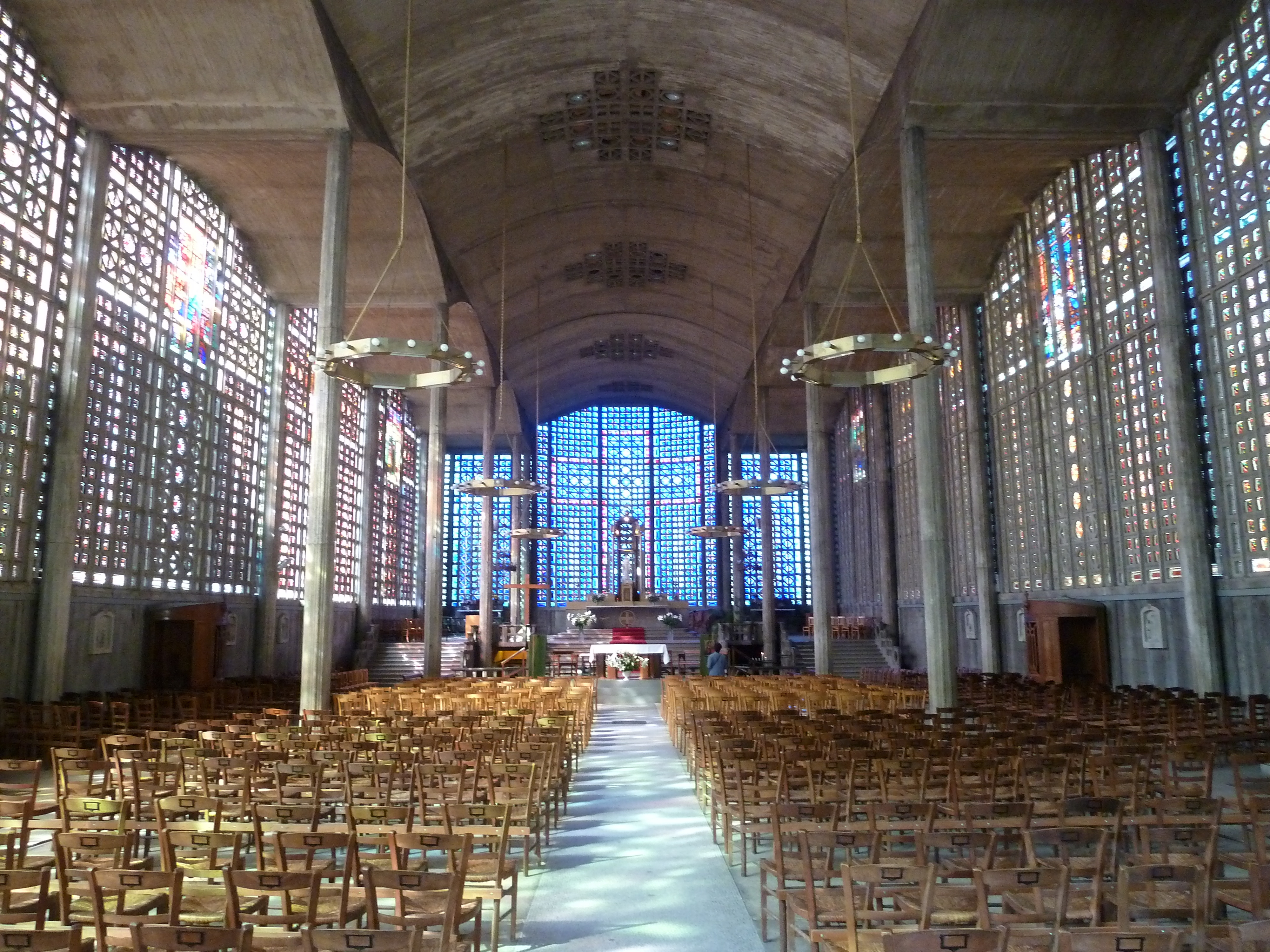
Notre-Dame du Raincy

- VitraHaus (Weil am Rhein, Deutschland / Herzog & de Meuron). Erstausstrahlung am 2. Oktober.
- Der Friedhof von Igualada (Spanien / Enric Miralles und Carme Pinós). Erstausstrahlung am 9. Oktober.
- Die Zitadelle von Lille (Frankreich / Sébastien Le Prestre de Vauban). Erstausstrahlung am 16. Oktober.
- Die Bibliothek Sainte-Geneviève (Frankreich / Henri Labrouste) Erstausstrahlung am 30. Oktober.
- Die Kirche Notre-Dame du Raincy (Frankreich / Auguste Perret). Erstausstrahlung am 13. November.
- Die Versteckte Universität in Seoul (Südkorea / Dominique Perrault). Erstausstrahlung am 4. Dezember.

### Staffel 8 (2013)
- Das Rolex Learning Center in Lausanne (Lausanne, Schweiz / Kazuyo Sejima und Ryue Noshizawa). Produktion 2012, Erstausstrahlung am 5. Mai 2013.
- Das Centre National de la Danse (Pantin, Frankreich / Jacques Kalisz). Produktion 2011, Erstausstrahlung am 19. Mai 2013.
- Der Kölner Dom (Köln, Deutschland). Produktion 2012, Erstausstrahlung am 26. Mai 2013.
- Das Kultur- und Freizeitzentrum Pompéia in São Paulo. (Brasilien / Lina Bo Bardi) Produktion 2012, Erstausstrahlung am 23. Juni 2013.
- Die Pariser Stadtpaläste: Hôtel de Soubise und Hôtel de Rohan (Frankreich / Pierre-Alexis Delamair und Germain Boffrand). Produktion 2012, Erstausstrahlung am 7. Juli 2013.

### Staffel 9 (2015)

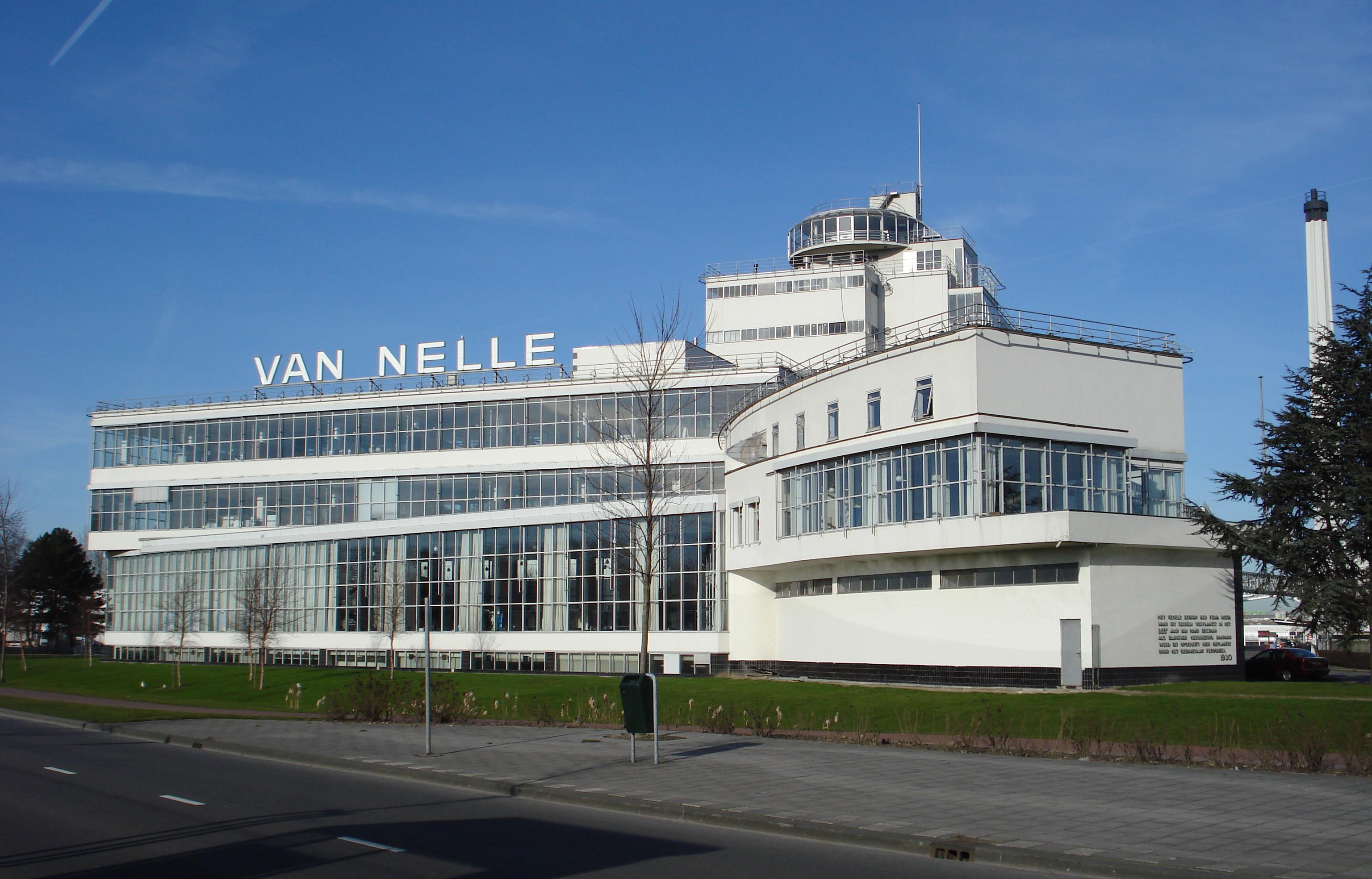
Van-Nelle-Fabrik

- Das Haus der Kommunistischen Partei Frankreichs (Paris, Frankreich / Oscar Niemeyer). Produktion 2013, Erstausstrahlung am 30. August 2015.
- Das Haus Unal (Labeaume, Frankreich / Claude Häusermann-Costy). Produktion 2014, Erstausstrahlung am 6. September 2015.
- Die Van-Nelle-Fabrik in Rotterdam (Rotterdam, Niederlande / Jan Brinkman und Leendert van der Vlugt). Produktion 2013, Erstausstrahlung am 13. September 2015.
- Das Glasschiff von Frank Gehry (Paris, Frankreich / Frank Gehry). Produktion 2014, Regie Richard Copans, Erstausstrahlung am 20. September 2015.
- Das Mausoleum „Itimad ud-Daula“ (Agra, Indien). Produktion 2014, Erstausstrahlung am 4. Oktober 2015.
- Hoffnung nach der Katastrophe – Das „Haus für alle“ in Rikuzentakata (Rikuzentakata, Japan). Produktion 2013, Erstausstrahlung am 11. Oktober 2015.
- Das Gästehaus von Wa Shan (Hangzhou, China / Wang Shu). Produktion 2015, Erstausstrahlung am 18. Oktober 2015.
- Die Kunstschule von Glasgow (Glasgow, Vereinigtes Königreich / Charles Rennie Mackintosh). Produktion 2013, Erstausstrahlung am 25. Oktober 2015.

### Staffel 10 (2017)

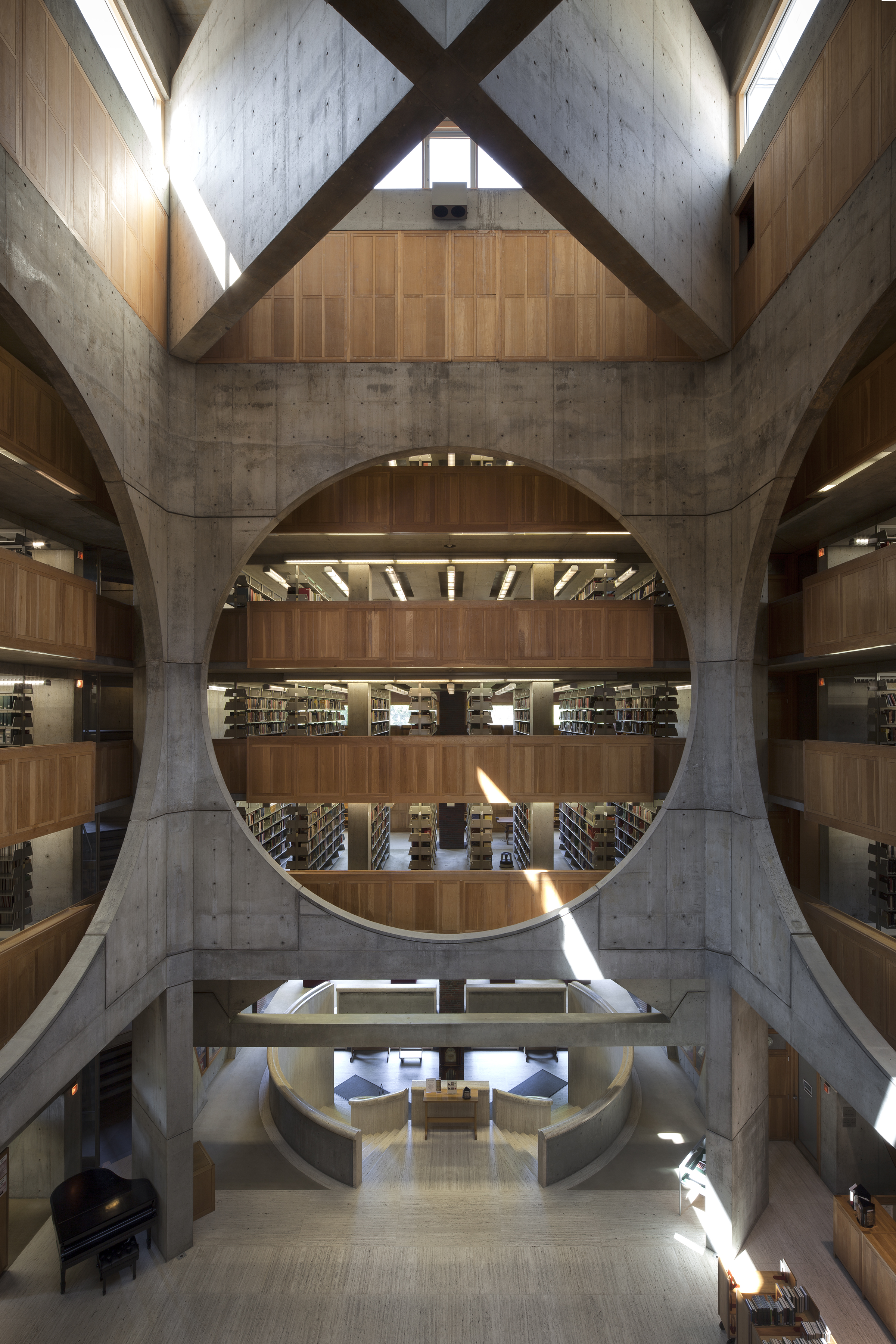
Bibliothek von Exeter

- Das Gefängnis La Santé in Paris (Frankreich / Émile Vaudremer). Produktion 2015, Erstausstrahlung am 8. Oktober 2017.
- Die Bambusschule von Bali (Bali, Indonesien). Produktion 2016, Erstausstrahlung am 15. Oktober 2017.
- Médiacité – Ein Designer-Einkaufszentrum in Lüttich (Belgien / Ron Arad). Produktion 2016, Erstausstrahlung am 22. Oktober 2017.
- Die Bibliothek von Exeter von Louis I. Kahn (Exeter, New Hampshire, USA / Louis I. Kahn). Produktion 2015, Erstausstrahlung am 29. Oktober 2017.

## Tabellarische Übersicht
| Titel                                                            | Architekt(en)                                              | Produkti- onsjahr | Erstaus- strahlung | Episoden- nr. TV | Episoden- nr. DVD |
| ---------------------------------------------------------------- | ---------------------------------------------------------- | ----------------- | ------------------ | ---------------- | ----------------- |
| Die Postsparkasse Wien                                           | Otto Wagner                                                |                   | 2. Juli 1998       | TV01E01          | DVD01E06          |
| Die Villa dall’Ava                                               | Rem Koolhaas                                               |                   | 9. Juli 1998       | TV01E02          |                   |
| Das Haus aus Eisen „Van Eetvelde-Haus“                           | Victor Horta                                               |                   | 16. Juli 1998      | TV01E03          | DVD10E05          |
| Das Centre Georges Pompidou                                      | Richard Rogers & Renzo Piano                               |                   | 23. Juli 1998      | TV01E04          | DVD01E05          |
| Das Schloß Pierrefonds                                           | Viollet-Le-Duc                                             |                   | 30. Juli 1998      | TV01E05          | DVD11E05          |
| Das Charléty-Stadion in Paris                                    | Bernard Zehrfuss (1939) Henry Gaudin & Bruno Gaudin (1994) | 1994/1996         | 6. Aug. 1998       | TV01E06          |                   |
| Das Familistère von Guise                                        | Jean-Baptiste André Godin                                  |                   | 13. Aug. 1998      | TV01E07          | DVD01E03          |
| Nemausus 1 „Sozialer Wohnungsbau der 80er“                       | Jean Nouvel                                                | 1995              | 20. Aug. 1998      | TV01E08          | DVD01E04          |
| Das Haus in Bordeaux „Architektur für Rollstuhlfahrer“           | Rem Koolhaas                                               |                   | 27. Aug. 1998      | TV01E09          |                   |
| Das Bauhaus von Dessau                                           | Walter Gropius                                             | 2000              | 3. März 2001       | TV02E01          | DVD01E01          |
| Der TGV-Bahnhof in Lyon-Satolas                                  | Santiago Calatrava                                         | 1998              | 10. März 2001      | TV02E02          | DVD02E03          |
| Das Johnson-Verwaltungsgebäude                                   | Frank Lloyd Wright                                         |                   | 17. März 2001      | TV02E03          | DVD02E01          |
| Die Pariser Kunsthochschule                                      | Félix Duban                                                |                   | 24. März 2001      | TV02E04          | DVD02E05          |
| Die Architekturfakultät Porto                                    | Alvaro Siza                                                |                   | 14. Apr. 2001      | TV02E05          | DVD01E02          |
| Die Felsentherme von Vals in Graubünden                          | Peter Zumthor                                              |                   | 21. Apr. 2001      | TV02E06          | DVD02E04          |
| Die Passage Umberto I.                                           | Emmanuele Rocco                                            |                   | 19. Mai 2001       | TV02E07          | DVD02E02          |
| Der Bahnhof St. Pancras in London                                | William Henry Barlow Neubau Norman Foster et al.           |                   | 2. Juni 2001       | TV02E08          | DVD06E06          |
| Die Windkiste „Rektorat der Antillen“                            |                                                            | 1998              | 9. Juni 2001       | TV02E09          | DVD11E04          |
| Die Pariser Opéra Garnier                                        | Charles Garnier                                            |                   | 16. Juni 2001      | TV02E10          | DVD03E02          |
| Das Jüdische Museum in Berlin                                    | Daniel Libeskind                                           |                   | 5. Juli 2003       | TV03E01          | DVD03E01          |
| Das Kloster La Tourette                                          | Le Corbusier                                               |                   | 26. Juli 2003      | TV03E02          | DVD03E03          |
| Das Auditorium Building in Chicago                               | Sullivan & Adler                                           |                   | 6. Sep. 2003       | TV03E03          | DVD03E05          |
| Das Gemeindezentrum von Säynätsalo                               | Alvaro Aalto                                               |                   | 13. Sep. 2003      | TV03E04          | DVD03E06          |
| Die Casa Mìlà                                                    | Antoni Gaudí                                               |                   | 20. Sep. 2003      | TV03E05          | DVD03E04          |
| Das Glashaus von Pierre Chareau                                  | Pierre Chareau                                             |                   | 26. Feb. 2005      | TV04E01          | DVD04E02          |
| Die Abteikirche Sainte Foy in Conques                            |                                                            |                   | 5. März 2005       | TV04E02          | DVD04E06          |
| Das Guggenheim-Museum in Bilbao                                  | Frank O. Gehry                                             |                   | 19. März 2005      | TV04E03          | DVD04E03          |
| Die Königliche Saline von Arc-et-Senans                          | Claude-Nicolas Ledoux                                      |                   | 2. Apr. 2005       | TV04E04          | DVD04E01          |
| Das Wohnhaus des Jean Prouvé                                     | Jean Prouvé                                                |                   | 30. Apr. 2005      | TV04E05          | DVD04E04          |
| Die Sendaï-Mediathek                                             | Toyo Ito                                                   |                   | 14. Mai 2005       | TV04E06          | DVD04E05          |
| Die Alhambra in Granada                                          |                                                            |                   | 11. März 2007      | TV05E01          | DVD05E01          |
| Phaeno. „Landschaft“ als Gebäude                                 | Zaha Hadid                                                 |                   | 18. März 2007      | TV05E02          | DVD05E06          |
| Das Haus Sugimoto in Kyoto                                       |                                                            |                   | 1. Apr. 2007       | TV05E03          | DVD05E02          |
| Das Kongresszentrum in Rom                                       | Adalberto Libera                                           |                   | 15. Apr. 2007      | TV05E04          | DVD05E03          |
| Die Yoyogi-Turnhallen in Tokio                                   | Kenzo Tange                                                |                   | 20. Mai 2007       | TV05E05          | DVD05E04          |
| Die Villa Barbaro in Maser                                       | Andrea Palladio                                            |                   | 17. Juni 2007      | TV05E06          | DVD05E05          |
| Die Königsmoschee von Isfahan                                    | Ali Akbar Isfahani                                         |                   | 11. Feb. 2009      | TV06E01          | DVD06E01          |
| Die Schokoladenfabrik Menier                                     | Jules Saulnier & Jules Logre & Stephen Sauvestre           |                   | 13. Sep. 2009      | TV06E02          | DVD06E03          |
| Die Djoser-Pyramide in Sakkara                                   | Imhotep                                                    |                   | 21. Sep. 2009      | TV06E03          | DVD06E04          |
| Der deutsche Pavillon in Barcelona                               | Ludwig Mies van der Rohe                                   |                   | 27. Sep. 2009      | TV06E04          | DVD07E01          |
| Das SAS Royal Hotel                                              | Arne Jacobsen                                              |                   | 12. Okt. 2009      | TV06E05          | DVD06E02          |
| Der Flughafen Roissy 1 „CDG“                                     | Paul Andreu                                                |                   | 25. Okt. 2009      | TV06E06          | DVD10E02          |
| Das Barockschloss Maisons-Laffitte                               | François Mansart                                           |                   | 15. Nov. 2009      | TV06E07          | DVD07E06          |
| Die Philharmonie Luxemburg                                       | Christian de Portzamparc                                   |                   | 6. Dez. 2009       | TV06E08          | DVD06E05          |
| Das VitraHaus                                                    | Herzog & de Meuron                                         |                   | 3. Okt. 2011       | TV07E01          | DVD08E03          |
| Der Friedhof von Igualada                                        | Enric Miralles und Carme Pinós                             |                   | 10. Okt. 2011      | TV07E02          | DVD07E05          |
| Die Zitadelle von Lille                                          | Sébastien Le Prestre de Vauban                             |                   | 16. Okt. 2011      | TV07E03          | DVD08E02          |
| Die Pariser Bibliothek Sainte-Geneviève                          | Henri Labrouste                                            |                   | 30. Okt. 2011      | TV07E04          | DVD07E03          |
| Die Kirche Notre-Dame du Raincy                                  | Auguste Perret                                             |                   | 13. Nov. 2011      | TV07E05          | DVD07E04          |
| Die Ewha Frauen-Universität Seoul                                | Dominique Perrault                                         |                   | 5. Dez. 2011       | TV07E06          | DVD07E02          |
| Das Rolex Learning Center in Lausanne                            | Kazuyo Sejima und Ryue Noshizawa                           | 2012              | 5. Mai 2013        | TV08E01          | DVD08E06          |
| Das Centre National de la Danse                                  | Jacques Kalisz                                             | 2011              | 19. Mai 2013       | TV08E02          | DVD08E01          |
| Der Kölner Dom                                                   |                                                            | 2012              | 26. Mai 2013       | TV08E03          | DVD08E04          |
| Das Kultur- und Freizeitzentrum SESC Pompeia in São Paulo        | Lina Bo Bardi                                              | 2012              | 23. Juni 2013      | TV08E04          | DVD08E05          |
| Die Pariser Stadtpaläste „Hôtel de Soubise“ und „Hôtel de Rohan“ | Pierre-Alexis Delamair und Germain Boffrand                | 2012              | 7. Juli 2013       | TV08E05          | DVD10E06          |
| Das Haus der Kommunistischen Partei Frankreichs                  | Oscar Niemeyer                                             | 2013              | 30. Aug. 2015      | TV09E01          | DVD09E02          |
| Das Haus Unal                                                    | Claude Häusermann-Costy                                    | 2014              | 6. Sep. 2015       | TV09E02          | DVD09E04          |
| Die Van-Nelle-Fabrik in Rotterdam                                | Jan Brinkman und Leendert van der Vlugt                    | 2013              | 13. Sep. 2015      | TV09E03          | DVD09E06          |
| Das Glasschiff von Frank Gehry                                   | Frank O. Gehry                                             | 2014              | 20. Sep. 2015      | TV09E04          | DVD09E01          |
| Das Itimad-ud-Daula-Mausoleum in Agra in Indien                  |                                                            | 2014              | 4. Okt. 2015       | TV09E05          | DVD09E05          |
| Das Haus für alle „Hoffnung nach der Katastrophe“                | Rikuzentakata                                              | 2013              | 11. Okt. 2015      | TV09E06          | DVD10E04          |
| Das Gästehaus von Wa Shan in Hangzhou                            | Wang Shu                                                   | 2015              | 18. Okt. 2015      | TV09E07          | DVD10E01          |
| Die Kunstschule von Glasgow                                      | Charles Rennie Mackintosh                                  | 2015              | 25. Okt. 2015      | TV09E08          | DVD09E03          |
| Die Bibliothek der Phillips-Exeter-Akademie                      | Louis Kahn                                                 |                   | 29. Okt. 2015      | TV09E09          | DVD10E03          |